# Roman Kratochvíl
Roman Kratochvíl (Bratislava, 24 juni 1974) is een voormalig profvoetballer uit Slowakije. Hij speelde als verdediger in Slowakije en Turkije gedurende zijn carrière. In 2009 beëindigde hij zijn actieve loopbaan.

## Interlandcarrière
Kratochvíl kwam in totaal 36 keer (één doelpunt) uit voor het Slowaaks voetbalelftal in de periode 1999-2008. Hij maakte zijn debuut op 3 maart 1999 in de vriendschappelijke wedstrijd in Stara Zagora tegen Bulgarije, die met 2-0 werd verloren. Kratochvíl verving in dat duel Martin Fabuš in de rust. Andere debutanten in dat duel waren doelman Kamil Susko en aanvaller Martin Prohászka.

### Interlandgoal
| Interlanddoelpunt | Interlanddoelpunt | Interlanddoelpunt | Interlanddoelpunt | Interlanddoelpunt | Interlanddoelpunt | Interlanddoelpunt |
| #                 | Datum             | Locatie           | Tegenstander      | Goal(s)           | Uitslag           | Wedstrijd         |
| ----------------- | ----------------- | ----------------- | ----------------- | ----------------- | ----------------- | ----------------- |
| 1                 | 15 juni 2000      | Saga, Japan       | Bolivia           | 21'               | 0–2               | Kirin Cup         |

## Erelijst
FK Inter Bratislava
- Slowaaks landskampioen

2000, 2001
- Slowaaks bekerwinnaar

2000, 2001